# Shamu (sockenhuvudort i Kina, Hubei Sheng, lat 30,11, long 115,97)
Shamu (kinesiska: 杉木) är en sockenhuvudort i Kina. Den ligger i provinsen Hubei, i den centrala delen av landet, omkring 170 kilometer öster om provinshuvudstaden Wuhan. Antalet invånare är 34 299. Befolkningen består av 16 837 kvinnor och 17 462 män. Barn under 15 år utgör 19,0 %, vuxna 15-64 år 68 %, och äldre över 65 år 11,0 %.
Runt Shamu är det tätbefolkat, med 493 invånare per kvadratkilometer. Närmaste större samhälle är Fuyu, 14,6 km öster om Shamu. Trakten runt Shamu består till största delen av jordbruksmark.
Genomsnittlig årsnederbörd är 1 963 millimeter. Den regnigaste månaden är maj, med i genomsnitt 310 mm nederbörd, och den torraste är januari, med 52 mm nederbörd.